# جيوفاني ساتورو (كاتب)
جيوفاني ساتورو (بالإيطالية: Giovanni Sartori)‏ هو صحفي وعالم سياسة وكاتب إيطالي، ولد في 13 مايو 1924 في فلورنسا في إيطاليا، وتوفي في 4 أبريل 2017 في روما في إيطاليا بسبب سرطان الحنجرة.

## وصلات خارجية
- الموقع الرسمي